# David Altschuler
David Altschuler také Baal haMetzudot (1687 Javoriv – 1769) byl pražský rabín, komentátor hebrejské bible, autor tradičních komentářů Nevi'im a Ketuvim v hebrejské bibli.
Narodil se v městě Javorivu, které je součástí historického a geografického regionu Haliče na Ukrajině. Jeho rodina pocházela z Portugalska, ale kvůli vyhoštění Židů z Portugalska, které nařídil tehdejší panovník Manuel I., byli nuceni utéct. Mnoho zdrojů uvádí, že když přišli do Prahy, postavili synagogu z kamenů portugalské synagogy, kterou byli nuceni opustit, a proto se jejich příjmením stalo jméno Altschuler („ze staré synagogy“). Podle jiných záznamů má rodina původ v Provensálsku.
V záznamech je uvedené, že v roce 5486 podle hebrejského kalendáře (1725 -1726) byl rabínem a nebo soudcem v Javorivu. Potom zřejmě zastával funkci pražského rabína a ostatní členové jeho rodiny též.
Věděl, že mezi evropskými Židy a též studenty se méně studuje hebrejská bible. Věřil, že důvodem je nedostatek dostatečně jednoduchého a jasného komentáře a proto napsal svůj komentář „Metzudat David“, aby rozšířil možnosti učení. Komentáře se týkají části Nachu Nevi'im a Ketuvim kromě částí Rút, Pláč Jeremiášův a Ester.